# KF Ramiz Sadiku
KF Ramiz Sadiku (alb. Klubi Futbollistik Ramiz Sadiku, serb. Фудбалски клуб Рамиз Садику) – kosowski klub piłkarski, mający siedzibę w mieście Prisztina, stolicy kraju. Obecnie występuje w Liga e Parë. 
Nazwa pochodzi od Ramiza Sadiku, który był studentem prawa albańskiego i jednym z organizatorów antyfaszystowskiego powstania w Kosowie.